# Хемлок Гроув
«Хе́млок Гро́ув» (англ. Hemlock Grove) — американский телесериал ужасов телеканала Netflix. Телесериал разработан Брайаном Макгриви и Ли Шипманом, исполнительным продюсером является Элай Рот, и он основан на одноименном дебютном романе Брайана Макгриви, который вышел в свет 27 марта 2012 года. Действие сериала разворачивается в небольшом вымышленном городке Хемлок Гроув в штате Пенсильвания. Премьера телесериала состоялась 19 апреля 2013 года.
20 июня 2013 года канал Netflix официально объявил о начале съёмок второго сезона. Все десять эпизодов второго сезона стали доступны для онлайн просмотра 11 июля 2014 года. 2 сентября 2014 года Netflix продлил сериал на третий и финальный сезон из десяти эпизодов, который стал доступен для просмотра в сети 23 октября 2015 года.

## Сюжет
В Хемлок Гроув самой влиятельной семьей является семейство Годфри, члены которой владеют самыми важными объектами города. Более или менее мирное течение жизни в городке в штате Пенсильвания нарушает странное убийство ученицы местной школы. Почти в то же время в Хемлок Гроув приезжают новые люди — семья Руманчеков, цыган, которые занимают трейлер их умершего дяди на отшибе города. Заносчивый и избалованный Роман, наследник богатого семейства Годфри и Питер Руманчек, странный парень, о котором ходят самые разные слухи, постепенно сближаются и втягиваются в расследование убийств, которым положила начало загадочная смерть старшеклассницы.
Параллельно основному сюжету развиваются отношения матери Романа, Оливии, и его дяди, Нормана; проясняется история Шелли Годфри, дочери Оливии, неестественно высокой немой девушки с деформированным лицом и телом; мистическая беременность Литы, дочери Нормана; продвигается расследование присланного агента — доктора Клементины Шассо, которая постепенно приближается к разгадке. Становится ясно, что Хемлок Гроув не такой спокойный город, каким кажется со стороны.

## В ролях

### Основной состав
| Актёр                           | Персонаж             | Эпизоды | Сезоны       | Сезоны       | Сезоны    |
| Актёр                           | Персонаж             | Эпизоды | 1            | 2            | 3         |
| ------------------------------- | -------------------- | ------- | ------------ | ------------ | --------- |
| Фамке Янссен                    | Оливия Годфри        | 33      | Регулярно    | Регулярно    | Регулярно |
| Билл Скарсгард                  | Роман Годфри         | 33      | Регулярно    | Регулярно    | Регулярно |
| Лэндон Либуарон                 | Питер Руманчек       | 33      | Регулярно    | Регулярно    | Регулярно |
| Пенелопа Митчелл                | Лита Годфри          | 13      | Регулярно    |              |           |
| Фрея Тингли                     | Кристина Вендалл     | 11      | Регулярно    |              |           |
| Дугрей Скотт                    | Доктор Норман Годфри | 23      | Регулярно    | Регулярно    |           |
| Тио Хорн                        | Дестини Руманчек     | 23      | Периодически | Регулярно    | Регулярно |
| Джоэль де ла Фуэнте             | Доктор Йоханн Прайс  | 27      | Периодически | Регулярно    | Регулярно |
| Николь Буавен / Мэйделин Мартин | Шелли Годфри         | 27      | Периодически | Периодически | Регулярно |
| Камилла Де Пацци                | Энни Арчамбо         | 10      |              |              | Регулярно |

### Второстепенный состав
| Актёр           | Персонаж                             | Эпизоды | Сезоны       | Сезоны       | Сезоны       |
| Актёр           | Персонаж                             | Эпизоды | 1            | 2            | 3            |
| --------------- | ------------------------------------ | ------- | ------------ | ------------ | ------------ |
| Лили Тейлор     | Линда Руманчек                       | 11      | Периодически | Периодически |              |
| Лори Фортьер    | Мари Годфри                          | 12      | Периодически | Периодически |              |
| Кэндис Макклюр  | Доктор Клементина Шассо              | 9       | Периодически |              |              |
| Аарон Дуглас    | Шериф Том Сворн                      | 11      | Периодически |              |              |
| Тед Дикстра     | Фрэнсис Пуллман                      | 7       | Периодически |              |              |
| Демор Барнс     | Майкл Шассо                          | 11      | Периодически | Периодически | Гость        |
| Люк Камильери   | Андреас Василеску                    | 10      |              | Периодически | Периодически |
| Дж. К. Маккензи | Доктор Арнольд Спивак                | 6       |              | Периодически | Периодически |
| Мадлен Брюэр    | Миранда Кейтс                        | 10      |              | Периодически | Гость        |
| Шона Макдональд | Доктор Галина Железнова-Бурдуковская | 9       |              | Периодически |              |
| Алекс Эрнандес  | Айзек Очоа / Чанго                   | 10      |              |              | Периодически |
| Ричард Ганн     | Эйтор Куантик                        | 7       |              |              | Периодически |
| Майкл Терриоль  | Доктор Клаус Блински                 | 9       |              |              | Периодически |

## Список серий
Список эпизодов американской сверхъестественной драмы с элементами ужасов «Хемлок Гроув» телеканала Netflix. Телесериал разработан Брайаном МакГриви и Ли Шипманом, исполнительным продюсером является Элай Рот.

## Обзор сезонов
| Сезон | Серии | Серии | Даты показа     | Даты показа     |
| ----- | ----- | ----- | --------------- | --------------- |
| 1     | 13    | 13    | 19 апреля 2013  | 19 апреля 2013  |
| 2     | 10    | 10    | 11 июля 2014    | 11 июля 2014    |
| 3     | 10    | 10    | 23 октября 2015 | 23 октября 2015 |

## Список эпизодов

### Сезон 1 (2013)
| № общий | № в сезоне | Название                                                  | Режиссёр       | Автор сценария                | Дата премьеры  |
| --- | ---------- | --------------------------------------------------------- | -------------- | ----------------------------- | -------------- |
| 1 | 1          | «Медуза в небе» «Jellyfish in the Sky»                    | Элай Рот       | Брайан МакГриви и Ли Шипман   | 19 апреля 2013 |
| Жестоко убита местная девушка, которую по всей видимости растерзал дикий зверь. Подозрение падает на Питера Руманчека — цыгана, который недавно приехал в город. Кристина знакомится с Питером и начинает подозревать, что он оборотень.                          |            |                                                           |                |                               |                |
| 2 | 2          | «Ангел» «The Angel»                                       | Деран Сарафян  | Брайан МакГриви и Ли Шипман   | 19 апреля 2013 |
| Питер сталкивается с Ро́маном на месте преступления, и выясняется, что у них одна цель: выяснить правду. Лита говорит родителям что беременна от ангела. Оливия и Норман возвращаются к своим старым привычкам.                                                    |            |                                                           |                |                               |                |
| 3 | 3          | «Орден Дракона» «The Order of the Dragon»                 | Деран Сарафян  | Брайан МакГриви и Ли Шипман   | 19 апреля 2013 |
| Кристина находит в лесу новую растерзанную жертву, а шериф Суорн получает неожиданную помощь от доктора Клементины Шассо. Питер, который теперь официально является подозреваемым, присоединяется к Роману в поисках настоящего убийцы.                           |            |                                                           |                |                               |                |
| 4 | 4          | «В плохом вкусе» «In Poor Taste»                          | Дэвид Семел    | Шейла Каллахан                | 19 апреля 2013 |
| Лите начинает нравиться Питер. Тем временем шериф Суорн и Клементина Шассо получают новую информацию в расследовании, но Питер и Роман на шаг опережают их. |            |                                                           |                |                               |                |
| 5 | 5          | «Привет, красавчик» «Hello, Handsome»                     | Дэвид Семел    | Марк Вериден                  | 19 апреля 2013 |
| Открывается участие доктора Прайса в жизни Шелли Годфри. Дестини помогает Питеру понять недавнее убийство, а приём в башне Годфри принимает ужасный оборот. |            |                                                           |                |                               |                |
| 6 | 6          | «Суровое испытание» «The Crucible»                        | Деран Сарафян  | Дэн Пейдж                     | 19 апреля 2013 |
| Питер и Роман отправляются на заброшенный сталелитейный завод Годфри по следам убитой Лизы Уиллоби, где находят недостающую часть мозаики, но, похоже, всё же что-то теряют. А свидание Кристины проходит ужасно.                                                 |            |                                                           |                |                               |                |
| 7 | 7          | «Мера беспорядка» «Measure of Disorder»                   | Деран Сарафян  | Брайан МакГриви и Ли Шипман   | 19 апреля 2013 |
| Шелли пытается стать независимой от матери. Клементина Шассо допрашивает Романа, но затем сталкивается с Оливией. Питер и Роман серьёзно ссорятся, что заставляет Романа пойти на неожиданные поступки. Лита и Питер становятся близки.                           |            |                                                           |                |                               |                |
| 8 | 8          | «Сошествие в ад» «Catabasis»                              | Дэвид Стрейтон | Брайан МакГриви и Ли Шипман   | 19 апреля 2013 |
| После того, как Роман в пьяном состоянии вламывается в Институт Годфри и попадает в ловушку доктора Прайса, он впадает в кому и совершает, с неожиданной помощью Шелли, удивительное путешествие во сне, узнавая шокирующую правду.                               |            |                                                           |                |                               |                |
| 9 | 9          | «Без чего может жить Питер» «What Peter Can Live Without» | Дэвид Стрейтон | Рэйф Джудкинс и Лорен ЛеФранк | 19 апреля 2013 |
| Накануне полнолуния родители Литы узнают о её отношениях с Питером. Шассо, несмотря на кризис веры, решает поймать убийцу. |            |                                                           |                |                               |                |
| 10 | 10         | «Чего хочет Господь» «What God Wants»                     | Ти Джей Скотт  | Дэн Пейдж                     | 19 апреля 2013 |
| Роман выходит из комы и присоединяется к Питеру в новой попытке остановить убийцу, в то время как доктор Шассо пытается поступать правильно. Но все идёт не так, как задумано. А новое полнолуние приносит в Хемлок Гроув всё больше ужаса и боли.                |            |                                                           |                |                               |                |
| 11 | 11         | «Цена» «The Price»                                        | Ти Джей Скотт  | Марк Вериден                  | 19 апреля 2013 |
| Питер и его мать пытаются спастись от линчевателей, которые считают Питера убийцей. Норман помогает ребятам спасти Питера, а Роману приходится вновь применить силы. Кристина пропадает, а Роман наконец начинает понимать правду о своей природе.                |            |                                                           |                |                               |                |
| 12 | 12         | «Дети ночи» «Children of the Night»                       | Деран Сарафян  | Брайан МакГриви и Ли Шипман   | 19 апреля 2013 |
| История доктора Шассо заканчивается на сталелитейном заводе, Шелли узнаёт о гибели своей единственной подруги, а Роман и Питер понимают, кто причина всех смертей. Шелли спасает Романа, Литу и Питера. Шериф Суорн стреляет в Шелли, и она вынуждена скрываться. |            |                                                           |                |                               |                |
| 13 | 13         | «Рождение» «Birth»                                        | Деран Сарафян  | Брайан МакГриви и Ли Шипман   | 19 апреля 2013 |
| Лита едет рожать в «башню Годфри» и умирает при родах, а Роман узнаёт правду о себе и своей семье. Питер и Линда Руманчеки уезжают из Хемлок Гроув. Всё произошедшее оставляет семейства Годфри и Руманчек опустошёнными, но настоящий ужас ещё только наступает. |            |                                                           |                |                               |                |

### Сезон 2 (2014)
| № общий | № в сезоне | Название                                                                | Режиссёр          | Автор сценария    | Дата премьеры |
| --- | ---------- | ----------------------------------------------------------------------- | ----------------- | ----------------- | ------------- |
| 14 | 1          | «Кровяное давление» «Blood Pressure»                                    | Спенсер Сассер    | Ивэн Дански       | 11 июля 2014  |
| Линда Руманчек арестована и чтобы собрать денег на оплату адвоката, Питер возвращается в Хэмлок Гроув. Роман, пытающийся бороться со своей сущностью, отказывает ему в помощи и Питеру приходится пойти на рискованную сделку с наркоторговцами. Оливия Годфри проходит долгую реабилитацию после нанесенных ей сыном травм. А в городе снова происходят странные смерти. |            |                                                                         |                   |                   |               |
| 15 | 2          | «Потерянная сестричка» «Gone Sis»                                       | Винченцо Натали   | Дженнифер Хейли   | 11 июля 2014  |
| Питер и Роман независимо друг от друга знакомятся с попавшей в аварию Мирандой Кейтс. Мари Годфри собирается подать в суд на компанию "Годфри" из-за смерти дочери, а Оливия пытается наладить отношения с сыном. |            |                                                                         |                   |                   |               |
| 16 | 3          | «Луна Реа» «Luna Rea»                                                   | Питер Корнуэлл    | Питер Блейк       | 11 июля 2014  |
| В город возвращается Шелли Годфри. Питеру и Роману продолжают сниться одинаковые сны об убийствах в Хэмлок Гроув, которые оказываются пророческими. Питер подозревает, что в городе появился серийный убийца в маске. Мари выводит Оливию из себя. Отношения Питера и Миранды переходят на новый уровень. В город прибывает новый шериф - Майкл Шассо, брат Клементины.   |            |                                                                         |                   |                   |               |
| 17 | 4          | «Телесные жидкости» «Bodily Fluids»                                     | Флория Сигизмонди | Дэвид Пол Фрэнсис | 11 июля 2014  |
| Полиция расследует исчезновение Мари Годфри. Питер пытается предотвратить убийство из своего сна, а Роман срывает злость на сотрудниках. Миранда случайно узнает тайну дома Романа Годфри. |            |                                                                         |                   |                   |               |
| 18 | 5          | «Толкователь снов Хемлока» «Hemlock Diego's Policy Player's Dream Book» | Санаа Хамри       | Чарлз Игли        | 11 июля 2014  |
| Роман обнаруживает содержание секретных экспериментов Прайса, в то время как Шелли ищет помощи у своего дяди Нормана. Тем временем Питер и Дестини приводят в действие дерзкий план спасения Линды, пока её переводят в тюрьму. |            |                                                                         |                   |                   |               |
| 19 | 6          | «Вещи, внушающие ужас» «Such Dire Stuff»                                | Питер Корнуэлл    | Ивэн Дански       | 11 июля 2014  |
| Прайс начинает лечение, чтобы Роман снова стал человеком, но у его помощника, доктора Железновой-Бурдуковской, другие планы. Шелли собирается вернуться домой, но вынуждена противостоять жестокому отцу её друга. |            |                                                                         |                   |                   |               |
| 20 | 7          | «Потерянное поколение» «Lost Generation»                                | Дэвид Стрейтон    | Дженнифер Хейли   | 11 июля 2014  |
| Шелли воссоединяется со своей семьей; Прайс решает использовать свой секретный эксперимент, Присциллу, чтобы Шелли смогла жить нормальной жизнью. Тем временем расследования Нормана смерти бывшей жены приводят его к открытию истинной природы Оливии. |            |                                                                         |                   |                   |               |
| 21 | 8          | «Единорог» «Unicorn»                                                    | Дэвид Петрарка    | Питер Блейк       | 11 июля 2014  |
| Процедура перемещения разума Шелли в тело Присциллы завершается успехом, и Шелли теперь готова умереть. По предложению Бурдуковской Оливия считает, что должна съесть Присциллу, чтобы вновь стать бессмертной. Тем временем Дестини использует свои силы, чтобы обнаружить план членов культа.                                                                           |            |                                                                         |                   |                   |               |
| 22 | 9          | «Тинтайп» «Tintypes»                                                    | Билли Джирхарт    | Дэвид Пол Фрэнсис | 11 июля 2014  |
| Узнав, что дочь Литы Надя является реальной целью культа, Питер и Роман сражаются, чтобы защитить её. Тем временем Оливия изменила свое мнение и решает прожить остаток своей смертной жизни вместе с Норманом и примиряется со своей семьей; однако она вновь меняет мнение, когда Норман угрожает ей, напомнив о её прошлых преступлениях.                              |            |                                                                         |                   |                   |               |
| 23 | 10         | «Демоны и Сириус» «Demons and the Dogstar»                              | Дэвид Стрейтон    | Чарлз Игли        | 11 июля 2014  |
| Члены культа мертвы, но Миранда пугается таинственных сил Нади и узнаёт, как и почему она оказалась в Хемлок Гроув. Пока Миранда думает о том, чтобы убить себя и младенца, Роман и Питер пытаются остановить её. Оливия, отвергнутая Норманом, даёт волю ярости в Белой башне.                                                                                           |            |                                                                         |                   |                   |               |

### Сезон 3 (2015)
| № общий | № в сезоне | Название                                                   | Режиссёр        | Автор сценария                                | Дата премьеры   |
| --- | ---------- | ---------------------------------------------------------- | --------------- | --------------------------------------------- | --------------- |
| 24 | 1          | «Место падения» «A Place to Fall»                          | Расселл Ли Файн | Дэвид Пол Фрэнсис                             | 23 октября 2015 |
| Исследование прошлого доктора Спивака помогает в поисках Нади и Миранды. Роман встречается лицом к лицу с таинственным незнакомцем. Андреас и Дестини обсуждают своё будущее. |            |                                                            |                 |                                               |                 |
| 25 | 2          | «Ледяные души» «Souls on Ice»                              | Коки Гедройц    | Трэвис Джексон и Надер Навиди                 | 23 октября 2015 |
| Энни раскрывает свой секрет Роману, когда они расследуют связь между двумя нападениями. Тем временем Оливия не может питаться, а Миранда борется за свою жизнь. |            |                                                            |                 |                                               |                 |
| 26 | 3          | «Дом в лесу» «The House in the Woods»                      | Дэвид Стрейтон  | Питер Блейк                                   | 23 октября 2015 |
| Прайс понимает природу существа и ищет его связь со Спиваком. Тем временем Роман погружается в обычаи упырей, а Питер спрашивает Андреаса насчёт ограбления. |            |                                                            |                 |                                               |                 |
| 27 | 4          | «Каждый монстр» «Every Beast»                              | Марк Джобст     | Эван Дунски                                   | 23 октября 2015 |
| У Питера и Андреаса проблемы из-за аферы: часть их людей убита. Они хотят отомстить, но попадают в ловушку. Дестини готовится к свадьбе. Шелли находит себе друзей на заброшенном заводе. Энни рассказывает Оливии, кто она на самом деле. Прайс говорит Оливии, что у нее растет опухоль-паразит, которую создал Спивак.                                                     |            |                                                            |                 |                                               |                 |
| 28 | 5          | «Мальчик в коробке» «Boy in the Box»                       | Дэвид Стрейтон  | Чарльз Х. Игли                                | 23 октября 2015 |
| Оливия пытается наладить отношения с Энни. Становятся известны некоторые детали личной жизни и прошлого Прайса. Питер и Роман не доверяют Очоа. Дестини очень переживает из-за исчезновения Андреаса. Шелли идет на свидание. |            |                                                            |                 |                                               |                 |
| 29 | 6          | «Кулон» «Pendant»                                          | Джон О’Ханлон   | Питер Блейк                                   | 23 октября 2015 |
| Дестини понимает, что со смертью Андреаса не всё так просто. Из-за болезни Оливии становится хуже. А Прайс продолжает разыскивать Спивака, ища следы в научных трудах. Шелли всё больше затягивает жизнь на заводе. Между Романом и Энни весьма непростые отношения. |            |                                                            |                 |                                               |                 |
| 30 | 7          | «Все святые» «Todo Santos»                                 | Джонатан Эмиел  | Эван Дунски                                   | 23 октября 2015 |
| Оливия хочет найти себе новое тело, в которое Прайс сможет перенести ее сознание. Энни приходит к Шелли и рассказывает, что они сестры. Один из сотрудников башни устраивает стрельбу и убивает совет директоров. Роман и Прайс узнают, что он был заражен Спиваком. Дестини продолжает выяснять, что же произошло с Андреасом, и приходит к Роману. Это плохо заканчивается. |            |                                                            |                 |                                               |                 |
| 31 | 8          | «Страшная ночь и червь Луны» «Dire Night on the Worm Moon» | Карл Тиббетс    | Трэвис Джексон и Надер Навиди                 | 23 октября 2015 |
| Оливия заставляет Прайса перенести её сознание в тело известного упыря-ученого. Питер пытается найти Дестини, вместе с Романом он пытает главаря хорватской мафии. Шелли рассказывает Прайсу о своем друге. Роман узнает, где Спивак прячет Надю и Миранду. |            |                                                            |                 |                                               |                 |
| 32 | 9          | «Дамаск» «Damascus»                                        | Расселл Ли Файн | Дэвид Пол Фрэнсис                             | 23 октября 2015 |
| Роман и Питер находят тело Миранды и ещё одно существо. Тем временем Прайс понимает, как можно убить Спивака. Шелли страдает из-за отъезда Эйтора, а Оливия хочет использовать её тело как временное. На Прайса нападает человек, в которого он переносил своё сознание. А Энни готовит оружие и рассказывает всё Питеру.                                                     |            |                                                            |                 |                                               |                 |
| 33 | 10         | «Песня Брайана» «Brian's Song»                             | Расселл Ли Файн | Чарльз Х. Игли, Лорна Осунсанми и Питер Блейк | 23 октября 2015 |
| Питер нападает на Романа, но не может убить его. Роман закапывает тело Питера, но тому помогают дух Дестини и волки. Он выбирается из-под земли. Энни приезжает к Оливии, и мать нападает на дочь. Питер обращается не в ту луну, чтобы убить Романа. Эйтор возвращается, и Шелли уезжает с ним и Надей.                                                                      |            |                                                            |                 |                                               |                 |

## Разработка и производство
В декабре 2011 года «Deadline.com» объявил о подписании телеканалом Netflix и Gaumont International Television контракта на производство 13 эпизодов телесериала «Хемлок Гроув». Проект был официально объявлен в марте 2012 года. Элай Рот выступил исполнительным продюсером шоу и срежиссировал пилотный эпизод. Деран Сарафян, который подписался на роль исполнительного продюсера и режиссёра в середине марта, срежиссировал шесть эпизодов.
После того, как Макгриви настоял на том, чтобы сериал был снят в районе Питтсбурга, производство должно начаться в начале июня 2012 года и продлится до ноября. В середине мая Gaumont International Television перенес съемки из Пенсильвании на съемочную площадку Cinespace Film Studios в Торонто. Этот шаг был предпринят после того, как оказалось, что руководство Gaumont не понимает, как работает Пенсильванская налоговая и кредитная программа для кино. Съемки начались 13 июля 2012 года в Порт-Перри в Онтарио; маленький город в часе езды на север от Торонто был переделан в американский город Хемлок Гроув.
Бюджет первого сезона «Хемлок Гроув» составил примерно 45 миллионов долларов.

### Кастинг
В марте 2012 года Netflix объявил, что в сериале будут играть Фамке Янссен и Билл Скарсгард. Янссен исполнит роль Оливии Годфри, а Скарсгард — роль её сына, Романа Годфри. В начале апреля стало известно, что Питера Руманчека будет играть Лэндон Либуарон. 4 апреля Пенелопа Митчелл получила роль кузины Романа, Литы Годфри. Фрея Тингли была утверждена на роль Кристины Вендалл 10 апреля. 12 апреля было объявлено, что Дугрей Скотт сыграет доктора Нормана Годфри, деверя Оливии и отца Литы. 2 июля Лили Тейлор получила роль Линды Руманчек, матери Питера, а Кэндис Макклюр была утверждена на роль доктора Шассо. Аарон Дуглас присоединился к актерскому составу в роли шерифа Сворна 8 июля. В конце июля 2012 года стало известно, что Тио Хорн сыграет Дестини Руманчек.

### Музыка
Музыка к телесериалу «Хемлок Гроув» написана композитором Нэтаном Барром.

## Реакция

### Зрители
После премьерных для сериала выходных, телеканал Netflix объявил, что его посмотрело большее число зрителей, чем «Карточный домик».

### Приём критиков
«Хемлок Гроув» получил в основном смешанные отзывы критиков. Патрик Смит из «The Daily Telegraph» сказал, что «Хемлок Гроув» «банален и не настолько глубокий, чем представляется» и оценил сериал на две из возможных пяти звезд. Дэвид Хилтбрэнд из «Philadelphia Inquirer» сказал, что «ему [Хемлок Гроув] удается быть великолепным, глубоким, пугающим и нелепым, и всё это одновременно». Зак Хэндлен из «The A.V. Club» оценил телесериал на «F». Том Глиатто из «People Weekly» дал положительный отзыв сериалу, оценив его на 75 из 100: «Игра актеров хорошая, особенно Билла Скарсгарда и Лэндона Либуарона… Мне нравится томность, сказочная красота шоу, но фанаты жанра ужасов могут быть менее терпеливыми». «Хемлок Гроув» был хорошо принят зрителями Netflix, которые оценили его на 3,9 из 5 возможных звезд. Джессика Шоу из «Entertainment Weekly» дала сериалу оценку «B+».